# 6e Infanteriedivisie (Verenigd Koninkrijk)

Insigne van het Britse 6e Infanteriedivisie

De 6e Infanteriedivisie (Engels: 6th Infantry Division) is een Britse infanteriedivisie en was betrokken bij de Spaanse Onafhankelijkheidsoorlog, de Eerste Wereldoorlog en de Tweede Wereldoorlog.

## Geschiedenis
De 6e Infanteriedivisie werd opgericht door Arthur Wellesley, hertog van Wellington. De divisie was betrokken bij verschillende gevechten tijdens de Spaanse Onafhankelijkheidsoorlog.
De 6e Infanteriedivisie kwam opnieuw in actie tijdens de Eerste Wereldoorlog. De infanteriedivisie maakte deel uit van de British Expeditionary Force en diende aan het Westfront. Ze waren onder andere betrokken bij de Eerste Slag om Ieper, de Slag aan de Somme, de Slag bij Cambrai en de Slag bij Épehy. 
Tijdens de Tweede Wereldoorlog vocht de 6e Infanteriedivisie niet als volledige eenheid. Op 3 november 1939 werd de divisie gevormd in Egypte onder generaal-majoor Richard O'Connor. Op 17 juni 1940 werd de divisiehoofdkwartier omgevormd tot het hoofdkwartier van de Western Desert Force. De divisie leek feitelijk ophouden te bestaan, maar werd in februari 1941 nieuw leven ingeblazen. In juni/juli 1941 nam de 6e Infanteriedivisie deel aan de Syrië-Libanon Campagne. Op 29 september 1941 werd de 6e Infanteriedivisie omgevormd tot de 70e Infanteriedivisie. 
Op 26 juli 2007 kondigde de Britse minister van Defensie de oprichting aan van een nieuwe 6e Divisie. 